# جبوله
جبوله (أو جبولة) هي إحدى القرى اللبنانية من قرى قضاء بعلبك في محافظة بعلبك الهرمل. لبنان